# 威爾頓 (北卡羅萊納州)
威爾頓（英語：Wilton）是位於美國北卡羅萊納州格蘭維爾縣的非建制地區。

## 歷史
威爾頓的郵局於1815年設立，其後於1907年停運。

## 地理
威爾頓所處的海拔為高於海平面135米（即443英呎），而該地所採用的時區為UTC-5，即北美东部时区（EST）。同時該地設有夏令時間，為UTC-5調快一小時，即UTC-4（EDT）。